# 寇天與
寇天與（15世紀—1530年代），字子立，山西太原府榆次縣人，明朝政治人物。

## 生平
寇天與是弘治九年進士寇儉之子，正德三年進士寇天敘則是他的堂兄，父親早逝，故由寇天敘的父親、伯父貢生寇恭養育。嘉靖四年（1525年）他中山西鄉試解元，次年（1526年）聯捷進士，獲授戶部主事，陞員外郎、郎中管遼東糧餉，按規定條格出納。
之後寇天與外任陝西鞏昌府和山東東昌府知府，有理繁劇才能。嘉靖十四年（1535年）入朝覲見，稱為朝廷第一，忌者就以封事詆毀，不久他突然去世，人們都為之可惜。

## 引用
1. 1 2  四庫全書《山西通志·卷一百七·人物七》：寇天與，字子立，榆次人，儉子，嘉靖丙戌進士，授戶部主事，陞員外、郎中、鞏昌知府，調東昌。性英爽，蚤以文學知名，服官所至有殊譽；初以部署督遼餉，凡出納條格公需程度皆所規定，守東昌，政務煩劇，乃酌緩急關白以行，訖無所壅。乙未入覲，治績為東省最，忌者假封事短之，竟以廢卒，時論悼焉。
2. ↑  乾隆《榆次縣志·卷四·選舉》：嘉靖丙戌龔用卿（進士）榜 寇天與 儉子，附恭傳……嘉靖乙酉（舉人） 寇天與 解元，見進士
3. ↑  《明世宗肅皇帝實錄·卷一百四十二》：（嘉靖十一年九月丁巳）遼東廵撫周敘管糧郎中寇天與等言……
4. ↑  乾隆《榆次縣志·卷十二·人物》：寇恭，字敬之，少為諸生，與弟儉並有名，邑中稱曰「二寇」……儉字約之，年二十始折節讀書，遂登進士，授大理詳事，未五十而歿，士論爭惜焉。儉子天與，恭加撫愛，而教使成立，亦舉進士，由戶部郎出知東昌府，時稱其有理劇才。寇氏自儉、天與及恭子天敘、天敘子陽前後登進士，為邑中門第之尤盛者。